# Detelin Dalakliev
Detelin Stefanov Dalakliev –en búlgaro, Детелин Стефанов Далаклиев– (Pleven, 19 de febrero de 1983) es un deportista búlgaro que compitió en boxeo.
Ganó dos medallas en el Campeonato Mundial de Boxeo Aficionado, oro en 2009 y bronce en 2003, y tres medallas de plata en el Campeonato Europeo de Boxeo Aficionado entre los años 2004 y 2008.
Participó en dos Juegos Olímpicos de Verano, en los años 2004 y 2012, ocupando el quinto lugar en Londres 2012, en el peso gallo.

## Palmarés internacional
| Campeonato Mundial | Campeonato Mundial      | Campeonato Mundial | Campeonato Mundial |
| Año                | Lugar                   | Medalla            | Categoría          |
| ------------------ | ----------------------- | ------------------ | ------------------ |
| 2003               | Bangkok (Tailandia)     | Medalla de bronce  | 54 kg              |
| 2009               | Milán (Italia)          | Medalla de oro     | 54 kg              |
| Campeonato Europeo |                         |                    |                    |
| Año                | Lugar                   | Medalla            | Categoría          |
| 2004               | Pula (Croacia)          | Medalla de plata   | 54 kg              |
| 2006               | Plovdiv (Bulgaria)      | Medalla de plata   | 54 kg              |
| 2008               | Liverpool (Reino Unido) | Medalla de plata   | 54 kg              |